# Louise Sahlgreen
Louise Sahlgreen, född 17 september 1818 i Köpenhamn, död där 15 augusti 1891, var en dansk operasångare (sopran). Hon var engagerad vid Det Kongelige Teater från 1836 till 1868; först som korist, men från 1845 som sångare.
Hon var dotter till redaren Christian Clemens Marcher (1773–1830) och Christiane Magdalene Cathrine Eleonora Rose (1788–1868) och gifte sig 1847 med sufflören Ludvig Bernhard Sahlgreen (1816–1866). 
Hon var elev till Giuseppe Siboni 1830–1834, debuterade som konsertsångare 1834 och fick anställning som korist vid teatern 1836. Hon fick från 1842 många viktiga roller, och spelade främst män och komiska gummor på scen eftersom hon inte ansågs vara vacker, men hennes röst var vida beundrad. Utöver scenkarriären deltog hon i Det Kongelige Teaters passionskonserter i Vor Frue Kirke, och vid Musikforeningens konserter.